# Desaparición de Joan Risch
Joan Risch (Brooklyn, Nueva York; 12 de marzo de 1930) era una mujer estadounidense que desapareció el 24 de octubre de 1961. A última hora de la tarde de aquel día, la policía acudió al domicilio que tenía en la ciudad de Lincoln, en el estado de Massachusetts, después de que una vecina informara de que había visto sangre que salía de la casa a la entrada. Había hecho el descubrimiento después de que una niña que vivía en la casa volviera de jugar y encontrara a su madre, Joan Carolyn Risch (de soltera Bard; 12 de mayo de 1930), ausente. Ese mismo día se produjeron varios avistamientos no confirmados de una Risch aparentemente desorientada caminando por las carreteras cercanas.
Se encontró sangre en la cocina que coincidía con la de Risch, y otras pruebas sugirieron inicialmente a la policía que había sido secuestrada, aunque su hijo de dos años fue encontrado a salvo durmiendo en su habitación. Sin embargo, más tarde se descubrió que Risch había tomado prestados de la biblioteca varios libros sobre asesinatos y desapariciones, entre ellos uno con similitudes a su caso. Esto llevó a especular con la posibilidad de que hubiera escenificado su desaparición, quizá para escapar de una vida doméstica incómoda; más tarde se descubrieron pruebas de un pasado problemático que podría haber motivado tal plan. Otras teorías sugieren que Risch sufrió un accidente en las cercanas obras de construcción de la autopista de la Ruta 128 de Massachusetts. El caso sigue sin resolverse.

## Trasfondo
Nacida como Joan Carolyn Bard en Brooklyn (Nueva York), era hija de Harold y Josephine Bard. A los ocho años, su familia se había trasladado a Nueva Jersey, donde, en 1939, sus padres murieron en lo que más tarde se describió como un incendio sospechoso. Más tarde se supo que Joan había contado a un conocido que había sufrido abusos sexuales de niña. Tras el incendio, se fue a vivir con unos parientes que la adoptaron formalmente. Joan adoptó su apellido, Nattrass, y solicitó un número de la Seguridad Social con ese nombre.
Tras licenciarse en literatura inglesa en 1952 en el Wilson College de Chambersburg (Pensilvania), Joan empezó a trabajar en el mundo editorial. Empezó como secretaria, más tarde pasó a supervisar el equipo de secretarias y finalmente se convirtió en asistente editorial en Harcourt Brace and World y más tarde en Thomas Y. Crowell Co. En 1956 se casó con un ejecutivo de una de las empresas, Martin Risch, y dejó el trabajo para formar una familia con él.
Viviendo en Ridgefield (Connecticut), la pareja tuvo su primera hija, Lillian, al año siguiente, y un hijo, David, en 1959. En abril de 1961 se trasladaron a Lincoln, en Massachusetts, a las afueras de Boston, donde se integraron fácilmente en la comunidad. Joan participó activamente en la Liga de Mujeres Votantes, mientras Martin desarrollaba su carrera profesional en la Fitchburg Paper Company. Joan habló de convertirse en profesora cuando los niños crecieran.

## Desaparición
La mañana del 24 de octubre, Martin Risch se levantó temprano y salió de casa en su coche hacia el Aeropuerto Internacional Logan para coger un vuelo rumbo a Nueva York a las 8 de la mañana. Era un viaje de negocios que había planeado con anterioridad, con la intención de pasar la noche en Manhattan. Poco después de su partida, Joan despertó a los niños y les sirvió el desayuno. Llevó a su hijo al otro lado de la calle, a casa de una vecina, Barbara Barker, y se marchó con Lillian en su coche, un Chevrolet azul de 1951, a una cita con un dentista de Bedford que le había recomendado su amigo de la universidad, Morton.
Después de la cita, Joan llevó a Lillian de compras a unos grandes almacenes cercanos, pagando en efectivo. En la casa familiar de Old Bedford Road, se repartió leche y correo mientras los Ritch estaban ausentes. Ni el lechero ni el cartero informaron de nada inusual en la residencia cuando fueron interrogados más tarde.
Después de recoger a David en casa de los Barker, Joan y los niños regresaron a casa sobre las 11:15 horas. Poco más tarde, un repartidor de una tintorería se presentó en la casa para recoger varios trajes de Martin. Entró en la casa para hacerlo y no recordó nada fuera de lo normal en Joan o en la casa. Tras su visita, Joan se cambió la ropa más formal que había llevado a la cita con el dentista y a sus compras por un vestido de casa azul y unas zapatillas blancas.
Joan preparó la comida para sus hijos y metió a David en su habitación para que durmiera la siesta, que casi siempre duraba hasta las dos de la tarde. A la una, Barbara Barker llevó a su hijo Douglas, también de cuatro años, a jugar con Lillian. Durante el tiempo que estuvieron allí, observaron que Joan entraba y salía para podar unas plantas y volver a guardar en el garaje las tijeras que había utilizado.
Poco antes de las dos de la tarde, Joan volvió a salir y se llevó a los niños a la casa de los Barker, al otro lado de la calle. Les dijo que volvería. Más tarde, Lillian dijo a la policía que no vio a nadie más en la zona en ese momento. Ella y Douglas jugaban en un columpio desde el que no podían ver la casa de los Risch.
Hacia las 14:15 horas, Barker vio brevemente a Joan, que llevaba lo que ella pensó que era una gabardina por encima de la ropa, subir rápidamente por el camino de entrada, llevando algo rojo con los brazos extendidos desde su coche hacia el garaje. En ese momento supuso que su vecina estaba persiguiendo a uno de los niños. Fue la última vez confirmada que alguien vio a Joan Risch.
Una hora más tarde, Virginia Keene, la hija de los vecinos de al lado de los Risch, se bajó del autobús escolar y, mientras se acercaba a su casa, recordó haber visto un coche desconocido, posiblemente un modelo de General Motors, sucio y bicolor, con uno de los colores azul. Cinco minutos más tarde, otro residente local que vivía en una calle cercana dijo que se habían detenido mientras conducían por Old Bedford para dejar que un coche saliera de la entrada de la casa de los Keenes o de la de los Risch. Tanto Virginia como su madre dijeron que en ese momento no había ningún coche en su entrada.
Barker llevó a Lillian de vuelta a su casa a las 15:40, con la intención de acompañar a sus hijos de compras. Creyendo que Joan estaba todavía en la casa, se fue. Cuando volvió media hora más tarde, en torno a las 16:15, Lillian regresó a casa de los Barker: "Mamá no está y la cocina está cubierta de pintura roja", le dijo a Barbara. Su hermano lloraba en la cuna porque había que cambiarle el pañal. Barbara fue a la casa de Risch y verificó el relato de Lillian, por lo que llamó a la policía a las 16:33 horas.

## Investigación

### Posibles últimos avistamientos
El sargento Mike McHugh, de la policía de Lincoln, llegó a la casa a los cinco minutos del primer aviso dado. Tras hablar brevemente con Barbara Barker, entró en la casa de Risch. En la cocina encontró las manchas de sangre en las paredes, una mesa volcada y el auricular del teléfono de pared arrancado y tirado a la papelera, que había sido sacada de su lugar habitual bajo el fregadero y dejada en medio del suelo.
McHugh creyó que Risch podría haberse suicidado y buscó su cadáver por toda la casa. Al no encontrarlo, se dio cuenta de que necesitaría refuerzos para buscar en los alrededores. Llamó al oficial que le había enviado y le aconsejó que llamara al jefe, Leo Algeo. Creía que era posible que tuviera que intervenir todo el departamento.
El departamento llamó a los hospitales locales y pidió que le avisaran si aparecía una mujer que coincidiera con la descripción de Risch, o si ya había sido ingresada. Barker había llamado a la empresa de Martin Risch para averiguar dónde se encontraba; cuando se enteró de que estaba en Nueva York por negocios, la policía estatal de Massachusetts le llamó allí para informarle de la emergencia familiar. Cambió de planes y cogió el siguiente vuelo de regreso a Boston.
En la casa, la policía encontró algunas pistas más. Cuatro cartas entregadas ese día en el buzón situado al pie del camino de entrada aún no habían sido introducidas. En la cocina, la guía telefónica se encontró abierta hasta la página en la que se podían anotar los números de emergencia, aunque no se había anotado ninguno. Martin Risch explicó que una botella de licor vacía encontrada en la papelera era una que él y su mujer se habían terminado la noche anterior, pero no pudo explicar de dónde podían proceder las botellas de cerveza vacías encontradas en ella.
Joan Risch había dejado atrás la gabardina que había llevado al dentista esa mañana, pero parecía haber cogido un abrigo de paño más sencillo. En la casa también estaba su cartera. Los investigadores determinaron que, tras las compras realizadas desde que cobró el cheque la noche anterior, le quedaban menos de 10 dólares (unos cien dólares al cambio en 2023).

### Evidencia de sangre

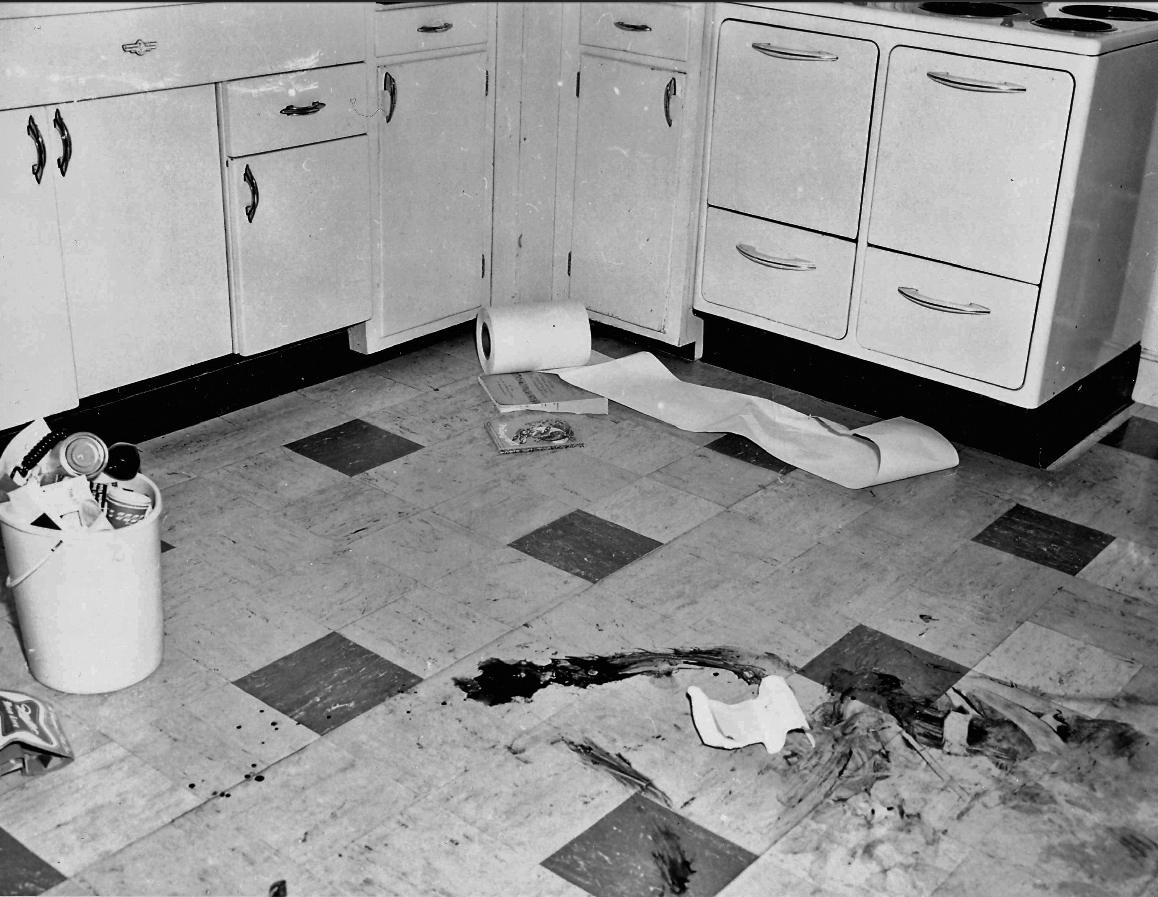
Rastro de sangre fotografiado por la policía en la cocina de los Risch.

Al sondear el vecindario, la policía encontró a otros residentes que informaron de posibles avistamientos de Joan Risch después de que Barbara Barker la hubiera visto por última vez. A las 14:45 horas de esa tarde, una mujer que vestía ropa similar a la que Risch había llevado por última vez, junto con un pañuelo en la cabeza atado a la barbilla, fue vista caminando por el lado norte de la ruta 2A, al oeste de su cruce con Old Bedford, en dirección a Concord. Parecía deambular, encorvada como si tuviera frío, y parecía desaliñada.
Una mujer vestida de forma similar, con sangre corriendo por sus piernas, fue vista caminando hacia el norte por la mediana de la Ruta 128 en Waltham entre las 15:15 y las 15:30 horas, justo al norte de Winter Street. Ella también parecía desorientada y parecía estar acunando algo en su estómago. En otro avistamiento, al parecer sobre las 16:30 horas, la mujer caminaba hacia el sur por la ruta 128, cerca de Trapelo Road.
La policía también recibió algunos informes del coche que Virginia Keene había reportado en la entrada de los Risch. Su lechero habitual declaró que lo había visto allí cuando hizo su reparto matutino cinco días antes. Otra vecina del barrio dijo a los investigadores que había visto un coche azul de dos tonos aparcado en Sunnyside Lane, una calle que se cruzaba con la Ruta 2A cerca de Old Bedford, a las 16:15. Vio a un hombre salir, cortar unas ramas del bosque cercano y meterlas en su vehículo. Otro hombre dijo que vio un Ford sedán azul claro de 1959 aparcado junto a Sunnyside a las 14:45 horas.
Aunque las pruebas de sangre eran abundantes, los investigadores no pudieron concluir a partir de ellas lo que podría haber ocurrido. Había grandes manchas en las paredes y el suelo de la cocina, y algunas también en el teléfono. Tres huellas dactilares ensangrentadas no fueron identificadas; en ausencia de Joan, no pudieron compararse con las suyas. En el suelo había un rollo de toallas de papel; una de ellas se había utilizado para limpiar sangre, posiblemente de una mano.
También había en el suelo un mono y unos calzoncillos de David. Ambos estaban ensangrentados también, posiblemente de un intento de limpiar la sangre. El mono también parecía haber sido presionado contra el suelo, como si un peso pesado -como un cuerpo- hubiera estado sobre él durante algún tiempo. Más tarde, la policía declaró que, aunque las manchas de sangre de la cocina podían deberse a un forcejeo, parecían más propias de alguien que se tambaleaba y trataba de sostenerse tras una herida.
Pero la cocina no fue el único lugar donde se encontró sangre, y la encontrada en otras partes de la casa -así como en el exterior- complicó esa versión. En el primer escalón de la escalera había una gota de 3,2 mm de ancho. Se encontraron dos más de tamaño similar en la parte superior de la escalera, junto con ocho en el dormitorio principal y una cerca de una ventana en el dormitorio de los niños.
Otro rastro de sangre salía de la cocina hacia la entrada.Terminaba en el coche de Joan, que estaba manchado en tres sitios: el guardabarros trasero derecho, el lado izquierdo del capó, cerca del parabrisas, y el centro del maletero. Los investigadores encontraron este último particularmente difícil de interpretar.
No se pudo determinar dónde pudo comenzar la hemorragia: en el piso de arriba, en la cocina o en el camino de entrada; todas ellas posibilidades apoyadas por las pruebas. También estaba abierta la cuestión de si había salido por sus propios medios o si había sido acompañada o incluso llevada, tal vez involuntariamente. El final del rastro en el camino de entrada podría haber indicado que se había subido a otro coche en ese punto, pero eso tampoco era seguro.
Lo que no encontraron también fue significativo. A pesar de las grandes manchas de sangre en el suelo de la cocina y la aparente actividad en otras partes de la casa, no había huellas ensangrentadas. Quienquiera que hubiera estado caminando por allí había sido extremadamente cuidadoso o muy afortunado.
Se descubrió que la sangre era del tipo O, el más común y el que se sabía que tenía Risch. Un químico de la policía estatal descubrió que, a pesar de la apariencia de una herida grave, el total de sangre derramada ascendía a sólo media pinta (240 ml), lo que no habría sugerido una lesión potencialmente mortal.

### Registros de la librería
A raíz de la desaparición, Sareen Gerson, reportera de The Fence Viewer, el periódico local de Lincoln, acudió a la biblioteca pública de la ciudad para investigar casos similares como antecedente. En uno de los libros que consultó, sobre la supuesta desaparición de la vigésimo séptima esposa de Brigham Young, vio que Joan Risch había sacado el libro en préstamo en septiembre, un mes antes de su desaparición. En otro libro, Into Thin Air, sobre una mujer que, como Risch, había dejado manchas de sangre y una toalla cuando desapareció, Gerson volvió a encontrar la firma de Risch en la tarjeta de vuelta. Informó de sus hallazgos en el periódico. Un grupo de voluntarios de la biblioteca que revisó los registros descubrió que Risch, una usuaria habitual, había sacado 25 libros durante el verano de 1961, muchos de los cuales también tenían que ver con asesinatos y casos de personas desaparecidas. Basándose en esto, Gerson y sus colegas periodistas creyeron que Risch podría haber montado la aparente escena del crimen y haber desaparecido voluntariamente.

### Posibles sospechosos
Las coartadas confirmadas demostraron que el marido de Risch, el cartero y el lechero se encontraban en otro lugar en el momento de la desaparición de Risch. La policía también investigó a un hombre sobre el que los vecinos habían arrojado sospechas, Robert Foster, de East Walpole. En 1959, el Congreso había designado una zona que incluía el barrio de Risch como Parque Histórico Nacional Minute Man, reconociendo su importancia histórica por ser la ruta que habían seguido las tropas británicas en su marcha desde Boston hacia las batallas de Lexington y Concord el 19 de abril de 1775, considerada el inicio de la Guerra de la Independencia. 
Los planes preveían la adquisición y eliminación de todas las estructuras construidas después de 1775, con lo que la zona recuperaría su aspecto histórico. Foster, agente de compras del Servicio de Parques Nacionales, había estado visitando casas de la zona para hablar del proyecto. Según un detective de la policía estatal que le entrevistó una semana después de la desaparición, algunas de las mujeres con las que había hablado pensaban que había "abusado de su hospitalidad". Los registros mostraban que Foster había visitado la casa de Risch el 25 de septiembre, un mes antes de la desaparición de Joan.
El día de la desaparición de Risch, según declaró Foster al detective, salió a comer con su supervisor sobre la una de la tarde. A las tres de la tarde, recordó, volvió a la zona de Lincoln para reunirse con un tasador de propiedades. El supervisor verificó el relato y también dio fe de dos ingenieros civiles que habían estado trabajando en la zona para él haciendo preparativos para el parque, diciendo que también estaban en su oficina sobre las 3 de la tarde.

## Acontecimientos posteriores
La policía estatal, la ciudad de Lincoln y el periódico Boston Record American, que publicó un extenso paquete de artículos sobre el caso el primer fin de semana de 1962, ofrecieron recompensas por información que permitiera cerrar el caso. Sin embargo, tras la investigación inicial no se encontraron pistas útiles. Los cadáveres hallados en la región en años posteriores resultaron no ser de Joan Risch.
Martin Risch siguió viviendo en la misma casa y criando a sus hijos. Nunca hizo declarar legalmente muerta a su esposa. En 1975, el Servicio de Parques Nacionales, al desarrollar la zona para el parque, compró las propiedades de los Risch y de otros y trasladó la casa de los Risch a Lexington; Risch se mudó a otra casa cercana. El tramo de Old Bedford Road donde estaba la casa aún existe, pero está cerrado al tráfico de vehículos. Martin Risch murió en 2009 a los 79 años.

## Teorías
Al no aparecer más pruebas tras la investigación inicial, todas las teorías sobre el destino de Risch se han mantenido, y el caso sigue abierto. El historial de la biblioteca y su difícil pasado han apoyado la teoría de Gerson de que su desaparición fue planeada como una forma de escapar de una vida insatisfactoria. Pero Morton, el amigo de la universidad que había recomendado al dentista que Risch visitó aquella mañana, dijo que eso era poco probable, ya que Risch estaba muy contenta con su vida de ama de casa de los suburbios.
"Creo que Joan está muerta casi con toda seguridad", declaró Morton al The Boston Globe en 1996. "Ella nunca habría dejado sola a su familia". Los informes de avistamientos de una mujer que coincidía con la descripción de Risch caminando por carreteras de la zona han apoyado la teoría de que tuvo un final accidental. En los años noventa, un investigador creyó que podría haberse desorientado y caído en un pozo junto a las obras de la ruta 128, de donde tal vez no pudo salir y acabó enterrada cuando se terminó la carretera.
Martin Risch apenas habló del caso en sus últimos años. En una ocasión en que lo hizo, según el periódico, creyó que su mujer seguía viva. Tal vez, dijo, había sufrido algún tipo de episodio de amnesia u otra crisis psicológica y había olvidado cómo volver a casa. Sin embargo, no tenía antecedentes de enfermedad mental, ni se había registrado ninguna en su familia. El jefe Algeo siguió investigando el caso, incluso después de su jubilación en 1970. Dijo al diario que era "una especie de piedra alrededor [de su] cuello". Tenía una teoría, pero prefería no compartirla. "Pensaba que encontrarían un cadáver, huesos o algo así... Las cosas aparecen. La gente no desaparece sin dejar rastro". Él también murió en 2009, siendo el último de los investigadores originales del caso.